# Sviništa
Sviništa (makedonsky: Свиништа) je vesnice v Severní Makedonii. Nachází se v opštině Ochrid v Jihozápadním regionu. Dříve patřila k opštině Kosel. 

## Demografie
Podle sčítání lidu z roku 2002 žije ve vesnici 64 obyvatel. Všichni jsou Makedonci.
| Rok            | 1900 | 1905 | 1948 | 1953 | 1961 | 1971 | 1981 | 1991 | 1994 | 2002 |
| -------------- | ---- | ---- | ---- | ---- | ---- | ---- | ---- | ---- | ---- | ---- |
| Počet obyvatel | 479  | 470  | 744  | 840  | 833  | 701  | 354  | 136  | 130  | 64   |